# نجاح

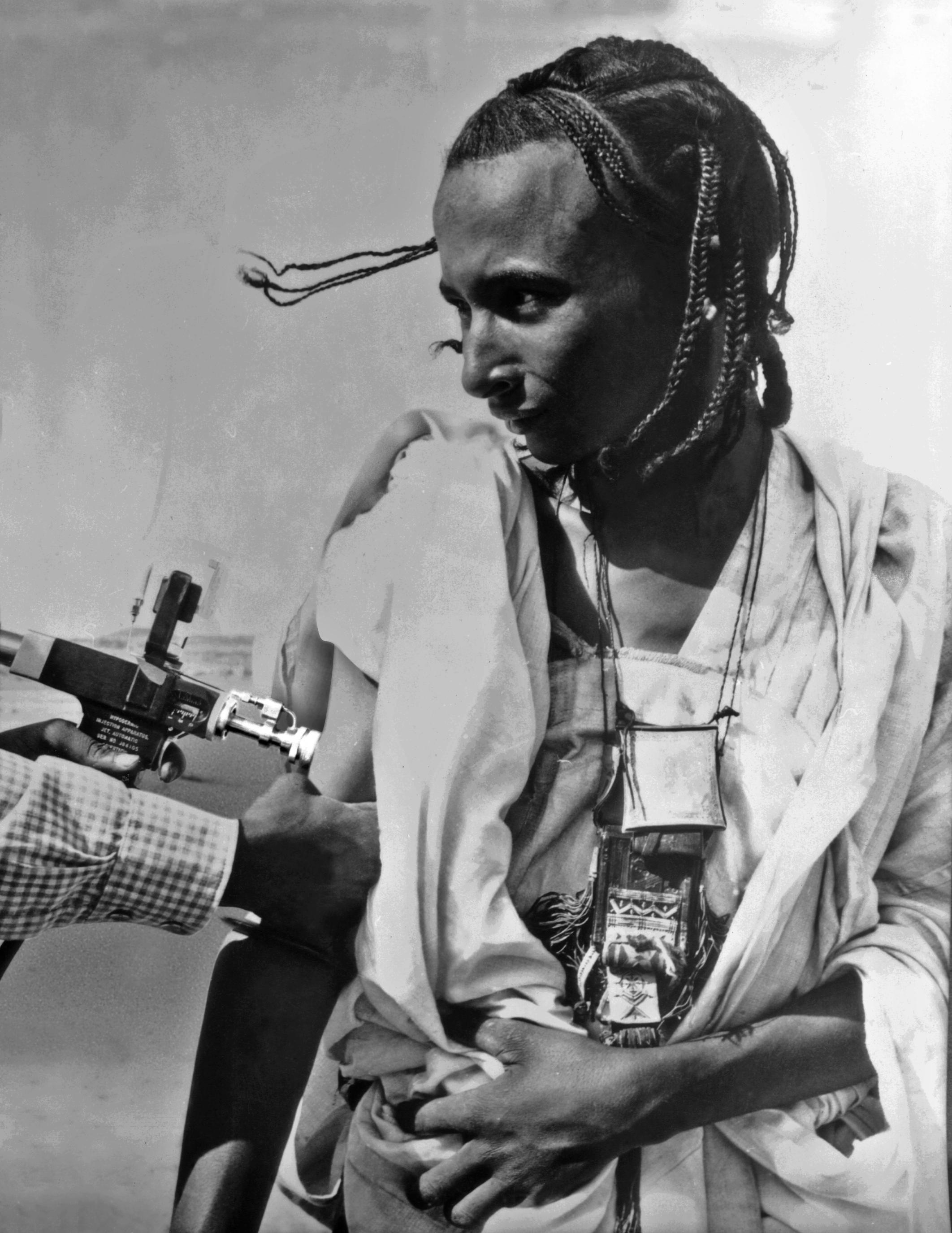
رجل نيجيري يتلقى لقاح الجدري في فبراير 1969، كجزء من برنامج عالمي نجح في القضاء على المرض (الجدري) من البشر.

النجاح هو حالة أو شرط تلبية مجموعة محددة من التوقعات. قد يُنظر إليه على أنه عكس الفشل. تعتمد معايير النجاح على السياق، وقد تكون مرتبطة بمراقب معين أو نظام معتقد. قد يعتبر شخص ما النجاح ما يعتبره شخص آخر فشلاً، خاصة في حالات المنافسة المباشرة أو لعبة محصلتها صفر. وبالمثل، فإن درجة النجاح أو الفشل في موقف ما قد ينظر إليها بشكل مختلف من قبل مراقبين أو مشاركين متميزين، مثلا الموقف الذي يعتبره المرء ناجحًا، قد يعتبره الآخر فاشلاً أو نجاحًا مؤهلًا أو موقفًا محايدًا. على سبيل المثال، يمكن للفيلم الذي يعتبر فشلًا تجاريًا أو حتى قنبلة في شباك التذاكر أن يستمر في تلقي اقبال متابعين، مع الافتقار الأولي للنجاح التجاري حتى يضفي طابعًا من الروعة الثقافية الفرعية.
قد يكون من الصعب أو المستحيل أيضًا التأكد مما إذا كانت الحالة تفي بمعايير النجاح أو الفشل بسبب التعريف الغامض أو غير المحدد لتلك المعايير. قد يكون العثور على معايير مفيدة وفعالة للحكم على فشل أو نجاح الموقف مهمة كبيرة في حد ذاته.

## في الثقافة الأمريكية
يربط ديفيتيس آند ريتش النجاح بفكرة الحلم الأمريكي. لاحظوا أن «النجاح المثالي موجود في الحلم الأمريكي الذي ربما يكون أقوى أيديولوجية في الحياة الأمريكية» وتشير إلى أن «الأمريكيين يؤمنون عمومًا بالإنجاز والنجاح والمادية». يقارن فايس، في دراسته للنجاح في النفس الأمريكية، النظرة الأمريكية للنجاح مع مفهوم ماكس ويبر لأخلاقيات العمل البروتستانتية.

## في علم الأحياء
الانتقاء الطبيعي هو الاختلاف في البقاء والتكاثر الناجح للأفراد بسبب الاختلافات في النمط الظاهري. إنها آلية رئيسية للتطور، والتغيير في الصفات الوراثية الوراثية المميزة للسكان عبر الأجيال. قام تشارلز داروين بتعميم مصطلح «الانتقاء الطبيعي»، مقارناً إياه بالاختيار الاصطناعي، والذي هو في نظره مقصوداً، في حين أن الانتقاء الطبيعي ليس كذلك. كما صاغها داروين في عام 1859، فإن الانتقاء الطبيعي هو «المبدأ الذي من خلاله يتم الحفاظ على كل اختلاف طفيف [في السمة]، إذا كان مفيدًا». كان المفهوم بسيطًا ولكنه قوي: الأفراد الأكثر تكيفًا مع بيئاتهم هم أكثر عرضة للبقاء والتكاثر. طالما أن هناك بعض الاختلاف بينهما وأن هذا الاختلاف متوارث، فسيكون هناك اختيار حتمي للأفراد ذوي الاختلافات الأكثر فائدة. إذا كانت الاختلافات قابلة للتوريث، فإن النجاح التكاثري التفاضلي يؤدي إلى تطور تدريجي لمجموعات معينة من الأنواع، والمجموعات التي تتطور لتكون مختلفة بشكل كافٍ تصبح في النهاية أنواعًا مختلفة.

## في التعليم
غالبًا ما يتم التعبير عن نجاح الطالب في النظام التعليمي في الدرجات. يمكن إعطاء الدرجات كأرقام أو أحرف أو رموز أخرى. بحلول عام 1884، كانت كلية ماونت هوليوك تقيم أداء الطلاب على مقياس مكون من 100 نقطة، أو النسبة المئوية، ثم تلخص تلك الدرجات الرقمية التي تم تعيينها بواسطة درجات الحروف للنطاقات الرقمية. تم تعيين درجات الحروف من A إلى E في كلية ماونت هوليوك، حيث تشير E إلى أداء أقل من 75%. انتشر نظام A - E إلى هارفارد بحلول عام 1890. في عام 1898، راجع ماونت هوليوك نظام الدرجات، مضيفًا F للفشل. انتشرت ممارسة الدرجات الحرفية على نطاق واسع في العقود الأولى من القرن العشرين. بحلول الثلاثينيات من القرن الماضي، تم إسقاط الحرف E من النظام لأسباب غير واضحة.
يمكن تقييم الأنظمة التعليمية نفسها بناءً على مدى نجاحها في نقل المعرفة والمهارات. على سبيل المثال، برنامج تقييم الطلاب الدوليين (PISA) هو دراسة عالمية أجرتها منظمة التعاون الاقتصادي والتنمية (OECD) تهدف إلى تقييم الأنظمة التعليمية من خلال قياس الأداء المدرسي لتلاميذ المدارس البالغين من العمر 15 عامًا في الرياضيات والعلوم، والقراءة. تم عرضه لأول مرة في عام 2000 ثم تكرر كل ثلاث سنوات.

## في ريادة الأعمال
يشير كتاب مالكوم جلادويل لعام 2008 «الاستثنائيون» إلى أن فكرة الإنسان العصامي هي أسطورة. يجادل جلادويل بأن نجاح رواد الأعمال، بما في ذلك بيل جيتس يرجع إلى ظروفهم، على عكس موهبتهم الفطرية.

## في فلسفة العلم
غالبًا ما تُعتبر النظريات العلمية ناجحة عندما تقوم بعمل تنبؤات تؤكدها التجربة. على سبيل المثال، تنبأت الحسابات المتعلقة بالانفجار العظيم بخلفية الميكروويف الكونية والوفرة النسبية للعناصر الكيميائية في الفضاء السحيق (انظر التركيب النووي للانفجار العظيم)، وقد أكدت الملاحظات هذه التنبؤات. يمكن للنظريات العلمية أيضًا أن تحقق نجاحًا بشكل غير مباشر، من خلال اقتراح أفكار أخرى صحيحة. على سبيل المثال، تصور يوهانس كبلر نموذجًا للنظام الشمسي يعتمد على المواد الصلبة الأفلاطونية. على الرغم من أن هذه الفكرة كانت في حد ذاتها غير صحيحة، إلا أنها دفعته لمتابعة العمل الذي أدى إلى الاكتشافات المعروفة الآن باسم قوانين كبلر، والتي كانت محورية في تطوير علم الفلك والفيزياء.

رسم بياني لطيف الخلفية الكونية الميكروويف الذي تم قياسه بواسطة أداة جهاز قياس الطيف الضوئي بالأشعة تحت الحمراء البعيدة (FIRAS) الموجود على مستكشف الخلفية الكونية(COBE)، وهو اللون الأسود الأكثر دقة قياسًا لطيف الجسم في الطبيعة. أشرطة الخطأ صغيرة جدًا بحيث لا يمكن رؤيتها حتى في صورة مكبرة، ومن المستحيل تمييز البيانات المرصودة عن المنحنى النظري.

## في الاحتمال
غالبًا ما تدرس مجالات الاحتمالات والإحصاء المواقف التي يتم فيها تصنيف الأحداث على أنها «نجاحات» أو «إخفاقات». على سبيل المثال، تجربة برنولي هي تجربة عشوائية ذات نتيجتين محتملتين بالضبط، «نجاح» و«فشل»، حيث يكون احتمال النجاح هو نفسه في كل مرة يتم فيها إجراء التجربة. تم تسمية المفهوم على اسم ياكوب برنولي، عالم رياضيات سويسري من القرن السابع عشر، قام بتحليلها في كتابه أرس كونجكتاندي. يتكون مصطلح «نجاح» بهذا المعنى من تلبية النتيجة لشروط محددة. على سبيل المثال، يمكن أن تكون التجربة عبارة عن رمي نرد واحد، ووبفرض ان النتيجة التي نريد ان نراها على حجر النيرد هي 4 فتكون هذه النتيجة هي «نجاح» وجميع النتائج الأخرى مجمعة معًا تحت تصنيف «فشل». بافتراض رمية عادلة، فإن احتمال النجاح سيكون عندئذٍ {1/6}.